# Tessel·lació triangular
En geometria, una tessel·lació triangular és una de les tres tessel·lacions regulars del pla euclidià. Com que l'angle intern del triangle equilàter és de 60 graus, sis triangles incidents en un punt ocupen els 360 graus complets. La tessel·lació triangular té un símbol de Schläfli de {3,6}.
Conway l'anomena deltilla, a partir de la forma de la lletra grega delta (Δ). També es pot anomenar kishextilla per una operació kis que afegeix un punt central i triangles per reemplaçar les cares d'una hextilla.
És una de les tres tessel·lacions regulars del pla; les altres dues són la tessel·lació quadrada i la tessel·lació hexagonal.